# Гавайи 5.0 (5-й сезон)
Пятый сезон американского телесериала «Гавайи 5.0», премьера которого состоялась на канале CBS 26 сентября 2014 года, а заключительная двухчасовая серия вышла 8 мая 2015 года, состоит из 25 эпизодов. Шоу является ремейком телесериала 1968-80 годов.
Телесериал был разработан Питером М. Ленковым, Алексом Куртцманом и Роберто Орси. Сериал рассказывает о работе специального подразделения полиции под руководством бывшего морского офицера Стива Макгарретта (Алекс О’Лафлин) на Оаху.

## В ролях

### Основной состав
- Алекс О’Лафлин — Стив Макгарретт
- Скотт Каан — Дэнни «Дэнно» Уильямс
- Дэниел Дэ Ким — Чин Хо Келли
- Грейс Пак — Коно Калакауа
- Маси Ока — доктор Макс Бергман
- Чи Макбрайд — Лу Гровер
- Хорхе Гарсиа — Джерри Ортега

### Второстепенный состав
| - Тэйлор Уайли — Камекона - Деннис Чун — сержант Дюк Лукела - Марк Дакаскос — Во Фат - Иэн Энтони Дейл — Адам Ношимури - Тейлор Грубс — Грейс Уильямс - Терри О’Куинн — Джо Уайт - Брайан Янг — Чарли Фонг | - Тэрин Мэннинг — Мэри Энн Макгарретт - Ричард Т. Джонс — губернатор Сэм Деннинг - Шон Гарнетт — Флиппа - Шон Томсен — офицер Пуа Кай - Аманда Сеттон — доктор Минди Шоу - Мирра Фоулкс — Элли Клейтон - Лили Симмонс — Эмбер Витали / Мелисса Армстронг |

## Эпизоды
| № общий | № в сезоне | Название                                 | Режиссёр            | Автор сценария                                                                             | Дата премьеры    | Произв. код | Зрители в США (млн) |
| --- | ---------- | ---------------------------------------- | ------------------- | ------------------------------------------------------------------------------------------ | ---------------- | ----------- | ------------------- |
| 94 | 1          | «Aʻohe Kahi e Peʻe Ai» «Некуда бежать»   | Брайан Спайсер      | Питер М. Ленков и Кен Соларш                                                               | 26 сентября 2014 | 501         | 8,97                |
| Вооруженный беспилотник убивает людей на улице, на Оаху объявлена чрезвычайная ситуация. Макгарретт и Дэнни вынуждены посетить психолога. |            |                                          |                     |                                                                                            |                  |             |                     |
| 95 | 2          | «Ka Makuakane» «Семьянин»                | Сильвен Уайт        | Брайан Винбрандт и Стивен Лилиен                                                           | 3 октября 2014   | 502         | 9,77                |
| Отряд 5.0 расследует похищение дочери морского котика. Дэнни ценой жизни своего брата должен найти и вернуть 18,5 миллионов долларов похитителю брата. |            |                                          |                     |                                                                                            |                  |             |                     |
| 96 | 3          | «Kanalu Hope Loa» «Последняя волна»      | Джо Данте           | Сара Берд                                                                                  | 10 октября 2014  | 503         | 9,19                |
| Отряд 5.0 расследует дело о трех ворах, которые невольно стали мишенью для еще одного вора. Дэнни ищет деньги, которые украл брат, и хочет обменять их на его жизнь. |            |                                          |                     |                                                                                            |                  |             |                     |
| 97 | 4          | «Ka Noe'au» «Маляр»                      | Питер Уэллер        | Питер M. Ленков и Кен Соларш                                                               | 17 октября 2014  | 504         | 9,18                |
| Когда наемник убит своим коллегой, Отряд 5.0 поражается мотивами убийцы. Чин рискует своей карьерой, помогая Дэнни найти деньги для спасения брата. |            |                                          |                     |                                                                                            |                  |             |                     |
| 98 | 5          | «Ho'oilina» «Наследие»                   | Грег Эллис          | Эрик Гуггенхайм                                                                            | 24 октября 2014  | 505         | 8,92                |
| Спустя четыре года после смерти отца, Макгарретт встречает женщину, которая помогает ему возобновить нераскрытое дело, над которым его отец работал перед смертью. |            |                                          |                     |                                                                                            |                  |             |                     |
| 99 | 6          | «Ho'oma'ike» «Маски сброшены»            | Джо Данте           | История: Дэвид Волков Телесценарий: Стивен Лилиен и Брайан Винбрандт                       | 31 октября 2014  | 506         | 9,47                |
| Хеллоуин. Отряд 5.0 выслеживает серийного убийцу, копирующего убийства, совершенные в культовом фильме ужасов 80-х. Макгарретт помогает Джерри после того, как его похитили те, за кем он следил. |            |                                          |                     |                                                                                            |                  |             |                     |
| 100 | 7          | «Ina Paha» «Если возможно»               | Ларри Тенг          | Питер M. Ленков                                                                            | 7 ноября 2014    | 507         | 8,95                |
| Макгарретта похищает и пытает Во Фат. Периодически теряя сознание, Стив представляет себе альтернативный мир: его отца спасли от смерти, Дэнни никогда не разводился, переехал на Гавайи ради собственного удовольствия, носит цветастые рубашки и не гнушается грязными методами допроса, Чин Хо Келли никогда не обвинялся в коррупции и к началу событий сериала дослужился до капитана, Коно не травмировала колено и стала 4-кратной чемпионкой по серфингу и звездой рекламы, Гровер в отставке и играет в гольф, а Джерри стал безумным бездомным. Тем временем в реальном мире отряд 5.0 активно ищет товарища, привлекая к поискам старого знакомого — Санг Мина. |            |                                          |                     |                                                                                            |                  |             |                     |
| 101 | 8          | «Ka Hana Malu» «Внутренняя работа»       | Джерри Ливайн       | Мойра Кирлэнд                                                                              | 21 ноября 2014   | 508         | 10,07               |
| Команда 5.0 расследует двойное убийство — в своём особняке из дробовика убита богатая пара, пока их двое детей были у друга. Тем временем Стив Макгаррет решает, идти ли ему на свадьбу тёти, потому что подозревает ее жениха в нечестности. |            |                                          |                     |                                                                                            |                  |             |                     |
| 102 | 9          | «Ke Koho Mamao Aku» «Долгий выстрел»     | Брайан Спайсер      | Сью Палмер                                                                                 | 12 декабря 2014  | 509         | 8,77                |
| От отравления умирает наездник родео, в прошлом активный игрок на скачках. Пока Стив Макгарретт на встрече у губернатора, Дэнни и Коно идут по следу убийцы. Макс должен кое-что решить для себя, когда встречает своего однокурсника по колледжу, с которым с тех пор постоянные разногласия. А тем временем сержант Пуа разыскивает Стива и Дэнни, так как те срубили ель для Рождества в заповеднике, где вырубка деревьев запрещена. |            |                                          |                     |                                                                                            |                  |             |                     |
| 103 | 10         | «Wawahi moe'uhane» «Разбитые мечты»      | Сильвен Уайт        | История: Питер М. Ленков Телесценарий: Стивен Лилиен и Брайан Винбрандт                    | 2 января 2015    | 510         | 10,51               |
| Команда расследует убийство Брук, танцовщицы хула, и позже обнаруживает, что танцевальная студия является прикрытием для эскорт-агентства. Жертва напоминает доктору Шоу о случае из прошлого. Команде приходит на помощь Гарри Браун, частный детектив, который помогал Брук. Подозрение падает на одного из клиентов Брук, Дэвида Варинга, но он тоже найден мертвым. Позже выяснилось, что Брук стала свидетелем убийства Варинга, совершенного Робертом Янгом, отцом жены Варинга. |            |                                          |                     |                                                                                            |                  |             |                     |
| 104 | 11         | «Ua'aihue» «Похищено»                    | Джеффри Хант        | Дэвид Волков                                                                               | 9 января 2015    | 511         | 11,50               |
| Брайан Уоллес, недавно уволенный консультант, приезжает со своей семьей в отпуск из Мичигана, но попадает в больницу, будучи подстреленным. Стрелком оказался Лукаш Янсзено, неуловимый вор, который украл живопись Винсента ван Гога и спрятал её в багаже Брайана, чтобы избежать подозрения на таможне. Расследованию помогает Николь Бут, охотник за головами, которая возвращает украденные предметы искусства за вознаграждение. Команда и Бут следуют за Дженссеном к картинной галерее. Чин Хо и Коно работают под прикрытием, чтобы перехватить Дженссена. Однако Дженссен организует грабеж, чтобы украсть экспонаты в галерее и удерживает всех посетителей заложниками. Остальная часть команды ищет предполагаемый путь эвакуации Дженссена. Джерри понимает, что Дженссен убежит с заложниками и помогает команде его арестовать. Бут в конечном счете решает отдать картину Ван Гога Макгарретту, который получает вознаграждение, чтобы дать Брайану и его семье. |            |                                          |                     |                                                                                            |                  |             |                     |
| 105 | 12         | «Poina 'Ole» «Не забыто»                 | Брэд Таненбаум      | Джон Дав                                                                                   | 16 января 2015   | 512         | 10,59               |
| Нейрохирург Кристин убита прежде, чем она смогла провести неотложную операцию преступнику Полу Делано. Отряд 5.0 расследует это делои скоро понимает, что её убийство не имеет никакого отношения к Делано, после того, как они находят одного из её бывших пациентов мертвым. Пациент был сотрудником в местном исправительном заведении, где в 1974-м пропали четверо маленьких мальчиков. Отряд 5.0 подозревает, что мальчики были убиты, и обыскивает закрытое исправительное заведение, чтобы подтвердить свои подозрения. Макс обнаруживает, что мальчики оголодали и были обезвожены от высокой температуры во время их заключения. Позже команда арестовывает Алекса Макки, бывшего сотрудника, который убил и пациента, и Дюпона, чтобы заставить их замолчать. Между тем, автомобиль отца Макгарретта украден и позже найден в разобранном виде. Макгарретт находит вора, бездомного молодого человека Нэхела Хуикэлу, и решает помочь ему. Дочь Гровера, Саманту, до сих пор мучают кошмары о похищении. |            |                                          |                     |                                                                                            |                  |             |                     |
| 106 | 13         | «La Po'ino» «Судный день»                | Майя Врвило         | История: Питер М. Ленков Телесценарий: Сара Бирд                                           | 30 января 2015   | 513         | 10,50               |
| Джо Уайт (Терри О'Куин), теперь подрядчик личной безопасности, воссоединяется с Макгарреттом и помогает в перемещении Мича Лэнга, который сократил смертельное распространение птичьего гриппа на Филиппинах, домой для введения лечебной вакцины. Однако во время перевозки Лэнг был похищен террористами. Отряд 5.0 полагает, что он был похищен из-за взлома базы данных национальной безопасности и что террористы намереваются использовать новый штамм вируса в военных целях, используя пчел, которые распространили бы вирус во всем мире. Для этого наемники похитили профессора Говарда Ренника, который из крови Лэнга в короткий срок может сделать порошок, содержащий вирус. Отряд 5.0 совершает набег на ферму, чтобы спасти Лэнга и Ренника. Наемники пытаются увезти пчел, но Джо удается перехватить фургон и утопить его в море. Поскольку пчелы вступили в контакт с Джо, он отправлен на 21-дневный карантин. Тем временем Джо помогает Макгарретту в поисках его матери. Втайне от Джо Макгарретт поручил Дэнни проследить за ним. |            |                                          |                     |                                                                                            |                  |             |                     |
| 107 | 14         | «Powehiwehi» «Потемнение»                | Питер Уэллер        | История: Трэвис Доннелли Телесценарий: Эрик Гуггенхайм                                     | 6 февраля 2015   | 514         | 10,08               |
| Дж.С. Деккер подстрелен при попытке ворваться в тюрьму, но он ничего не помнит. Команда узнает, что Деккер является тайным осведомителем, его задача — вывести на Романо Зедника, болгарского преступника, изображений которого нет в картотеке. Деккер был знаком с другом Романо Сидни Эймсом. Когда Сидни найден мертвым, команда предположила, что Деккер убил его защищаясь. Сам Деккер был ранен и попал в больницу и ничего не помнил. При штурме убежища Романо, была обнаружена раненная модель Даниэль, также застрелили человека, принятого за Романо. В это время к Деккеру возвращается память и он рассказывает Коно, что Даниэль является истинным Романо. Романо пытается убить Деккера и Коно в больнице, но Коно удается убить её дефибриллятором. |            |                                          |                     |                                                                                            |                  |             |                     |
| 108 | 15         | «E 'Imi pono» «Поиски правды»            | Эллисон Лидди-Браун | Кенни Кайл                                                                                 | 13 февраля 2015  | 515         | 9,81                |
| Журналист Джулиус Брэннан убит во время празднования китайского Нового года. Брэннан раскрыл сведения о геноциде в Конго, совершенный военачальником Роко Макони (Бархад Абди), который, как полагали, был убит при воздушном ударе. Джерри изучает записи Брэннана и узнает, что он приехал в Гавайи, чтобы продолжить своё расследование. Как позже выясняется, Роко фальсифицировал свою смерть с помощью сотрудника государственного департамента Бена Гамильтона и живет на Гавайях. Когда отряд 5.0 противостоит ему, Гамильтон совершает самоубийство. Отряд 5.0 разыскивает Роко, но он убегает, добирается до такси, начиненного взрывчаткой, и держит нескольких туристов заложниками. Коно удается подстрелить Роко. Также Дэнни получает смс, адресованные его дочери и узнает, что у Грэйс есть мальчик-друг. |            |                                          |                     |                                                                                            |                  |             |                     |
| 109 | 16         | «Nanahu» «Тлеющие угли»                  | Джо Данте           | История: Акеба Гаддис Линн Телесценарий: Джон Дав                                          | 20 февраля 2015  | 516         | 10,66               |
| Отряд 5.0 сотрудничает с агентом калифорнийского Бюро ATF Кэти Миллвуд, чтобы исследовать ряд поджогов домов семейных пар. Макгарретт узнает, что Миллвуд не была уполномочена управлять расследованием, и что подобный поджог привел к смерти ее мужа. Отряд 5.0 и Миллвуд идентифицируют поджигателя как Джейсона Данклэра, который представляется уничтожителем насекомых, чтобы искать цели. Данклэр захватил Миллвуд, но был найден и арестован Макгарреттом. Между тем Дэнни берет свою подругу Эмбер Витале в романтический отпуск, который был испорчен, когда бывший муж Эмбер, Франк Симпсон (Дэвид Хофлин), разыскал их и ранил Дэнни. |            |                                          |                     |                                                                                            |                  |             |                     |
| 110 | 17         | «Kuka'awale» «Засада»                    | Дэниел Дэ Ким       | Дэвид Волков и Лоренцо Манетти                                                             | 27 февраля 2015  | 517         | 9,79                |
| Пара грабит магазин драгоценностей и похищает алмазы на сумму $3 миллиона. Эмма Миллз (Джессика Лоундес) стреляет в своего сообщника Джейкоба Андерса (Зольтан Хайт) и оставляет его умирать. Однако его тело не было найдено. Подозревая, что Андерс намеревается отомстить Миллз, Дэнни и Макгарретт следят за её квартирой. Во время полицейского наблюдения, Дэнни обнаруживает, что Миллз звонит рекламодателю Барри Бернсу. Чин и Гровер допрашивают Бернса и выясняют, что Андерс является сербским бандитом — Радомиром Ивановичем. Иванович нападает на оружейный магазин и крадет много единиц вооружения. Он отвлекает Дэнни и Макгарретта, чтобы убить Миллз. Дэнни и Макгарретт идут на очередной сеанс терапии. |            |                                          |                     |                                                                                            |                  |             |                     |
| 111 | 18         | «Pono Kaulike» «Справедливость для всех» | Ларри Тенг          | Питер М. Ленков и Кен Соларц                                                               | 6 марта 2015     | 518         | 9,54                |
| Американские Маршалы арестовывают Дэнни за убийство Марко Рейеса, в то время как служба внутренних расследований арестовывает Чина. Джо получает информацию от своего источника о том, что Рейес был активом ЦРУ, и они хотят, чтобы Дэнни заплатил за его смерть. Дэнни подписывает форму для своего перевода в колумбийскую тюрьму после того, как маршал Сэм Александр угрожает его семье. Макгарретт позже узнает, что ЦРУ почти заключило сделку с Рейесом, чтобы получить доступ кокаину на сумму $1,3 миллиарда в его владении; но Рейес мертв и местоположение наркотиков неизвестно. Макгарретт предлагает найти кокаин для Александра. Команда определяет местонахождение наркотиков на заброшенном колумбийском нефтеперерабатывающем заводе. Они находят и уничтожают кокаин, также они находят документы, компрометирующие Александра; Макгарретт использует это в качестве рычагов, чтобы принудить его отпустить Дэнни. Макгарретт позже понимает, что его мать была источником Джо, и что она — причина того, что Макгарретт не был арестован за его участие в убийстве Рейеса. Между тем Чин понимает, что Габриэль Вэйнкрофт сдал его, в обмен на перевод в тюрьму общего режима. Однако Габриэль пользуется моментом и убегает, убив детектива Рекса Колина. Теперь без показаний против него Чин освобожден. |            |                                          |                     |                                                                                            |                  |             |                     |
| 112 | 19         | «Kahania» «Бритьё»                       | Джерри Левайн       | Стивен Лилиен и Брайан Винбрандт                                                           | 13 марта 2015    | 519         | 9,38                |
| Когда Макгарретт проводил утро, бреясь у знакомого парикмахера Оделла Мартина, в парикмахерскую вбежал раненый молодой человек, Эран, утверждая, что он сбежал от безжалостного армянского мафиозо Гэрига Добриэна, став свидетелем убийства. Через некоторое время приезжают бандиты и окружают парикмахерскую. Макгарретт, Эран и Оделл баррикадируются внутри, чтобы ждать помощи. После нескольких часов осады, Макгарретт делает коктейли Молотова и убивает всех гангстеров. В то время как Оделл везет Эрана в больницу, Макгарретт разыскивает Гэрига, который сообщает, что он отец Эрана. Гэриг узнал, что его сын похитил и убил несколько детей. Эран между тем, похищает Оделла и приказывает, чтобы он вез его к яхте своего отца. Макгаррету удается подстрелить Эрана. Между тем Джерри ложно обвиняется в ряде домашних вторжений. Пока Макс обеспечивает алиби для Джерри, Чин и Гровер исследуют домашнее вторжение и арестовывают настоящего вора. |            |                                          |                     |                                                                                            |                  |             |                     |
| 113 | 20         | «'Ike Hanau» «Инстинкт»                  | Майя Врвило         | История: Питер M. Ленков и Питер М. Тесслер Телесценарий : Мойра Кирлэнд и Эрик Гуггенхайм | 3 апреля 2015    | 520         | 8,87                |
| Самый близкий друг Гровера Клей и его жена Дайан проводят отпуск на Гавайях, но однажды утром Клей вызывает Гровера, чтобы сказать ему, что Дайан упала с утеса и разбилась насмерть. Инстинкт Гровера говорит ему, что Клей подтолкнул её. Остальная часть Отряда 5.0 скептична. Несмотря на это, Гровер продолжает работать и просит свою жену Рене, дать ему телефон Клея. Изучив содержимое телефона, Гровер узнал, что у Клея есть любовница, из-за которой возник план убить жену. Между тем Дэнни и Шоу застряли в лифте с трупом Гленна Херда, где Дэнни настигает его клаустрофобия. К тому времени, когда помощь прибывает, Шоу проводит осмотр тела, из которого ясно, что пуля отсутствует, но есть отпечатки пальцев, которые привели к деловому партнеру Херда. |            |                                          |                     |                                                                                            |                  |             |                     |
| 114 | 21         | «Ua helele'i ka hoku» «Упавшая звезда»   | Джеймс Уилкокс      | Дэвид Волков                                                                               | 10 апреля 2015   | 521         | 8,70                |
| Джерри и Макс посещают конкурс двойников Элвиса, когда во время выступления один из Элвисов, Лейн Коллинз, погибает. Макс определяет смерть как отравление цианидом. Отряд 5.0 обнаруживает, что он был отравлен сумасшедшей поклонницей Джейн Миллер. После того, как дело закрыто, бандиты врываются в офис медэксперта и крадут тело Коллинза. Его тело брошено через три квартала, но его костюм отсутствует. Следствие показало, что костюм содержал алмазов на $3 миллиона, которые были украдены в «Kukaʻawale». Команда допрашивает Барри Бернса, он признается, что организовал ограбление. Между тем Габриэль преследует Чина и просит, чтобы он вывез его контрабандой с острова. Когда Чин возвращается в свой дом, он находит, что Габриэль оставил фотографии Адама Ношимури. |            |                                          |                     |                                                                                            |                  |             |                     |
| 115 | 22         | «Ho'amoano» «Преследуя вчера»            | Стивен Херек        | Джон Дав                                                                                   | 24 апреля 2015   | 522         | 8,35                |
| Трое мужчин средних лет в отпуске. Нолан Фремонт, Джейк Локхард и Микки Диксон, просыпаются с похмельем и обнаруживают в своей ванне мертвую девушку. Их арестовали, когда они пытались закопать труп. Макгарретт, Дэнни и Гровер обнаруживают, что мужчины не могут помнить предыдущую ночь. Между тем Джерри, работая на Камекона, становится свидетелем похищения средь бела дня. Автомобиль похитителя нашли через несколько кварталов, но жертвы в нем нет, есть только похититель, да и тот мертв. |            |                                          |                     |                                                                                            |                  |             |                     |
| 116 | 23         | «Mo'o Olelo Pu» «Обмен традициями»       | Эгиль Эгилссон      | История: Питер M. Ленков и Кен Соларш Телесценарий: Джессика Грейнджер                     | 1 мая 2015       | 523         | 8,60                |
| Пока Коно отправляется в плавание на каноэ, остальная часть Отряда 5.0 исследует серию грабежей аптеки, где украдены запасы наркотиков, которые могут использоваться, чтобы произвести метамфетамин. После того, как Чин опознает одного из грабителей как Makai Akana, «варщика», который был недавно условно освобожден, команда находит лабораторию и арестовывает его, и Akana рассказывает, что Вилли Муном заставил его производить наркотики, угрожая убить его сына. Команда арестовывает Вилли, только затем, чтобы обнаружить, что его сын был тем, который подстроил всю операцию. Между тем серьезный шторм приходит в море. После штормовых ударов Коно полагается на навыки выживания, которые она узнала от своей матери Нани. К счастью она успевает высушить свой спутниковый телефон и позвать на помощь до очередного удара шторма. |            |                                          |                     |                                                                                            |                  |             |                     |
| 117 | 24         | «Luapo'i» «Молитва»                      | Майя Врвило         | Эрик Гуггенхайм                                                                            | 8 мая 2015       | 524         | 8,57                |
| Пока все готовятся к свадьбе Коно, Отряд 5.0 расследует убийство охотника за головами, машина которого была остановлена патрульным. В багажнике был человек, который ранил полицейского, открывшего багажник, убил охотника за головами и убежал в автомобиле. Позже Дэнни встречает свою бывшую жену Рэйчел, у которая скрывала тайну, ведь её сын Чарли - сын Дэнни, и он серьёзно болен. Кроме того Чин обеспокоен, что Адам, возможно, возвратился к своим старым делам. |            |                                          |                     |                                                                                            |                  |             |                     |
| 118 | 25         | «A Make Kāua» «Пока мы не умрём»         | Брайан Спайсер      | История: Питер M. Ленков Телесценарий: Стивен Лилиен и Брайан Винбрандт                    | 8 мая 2015       | 525         | 8,27                |
| В Северной Дакоте колонна оружия захвачена неизвестной группой похитителей, которые решили использовать Гавайи в качестве перевалочного пункта. Пока команда готовится к свадьбе Коно и Адама, ядерная бомба была замечена в Вайкики. Чин Хо опасается, что это взорвет город и, возможно, остальные Гавайи. К МакГаррету, тем временем возвращается Кейт из Афганистана. Позже команда выслеживает бомбу, которая находится в прогулочной машинке в Вайкики. После перестрелки с водителем МакГаррет и Дэнни Уильямс сбрасывают бомбу в Тихий океан с помощью вертолета. На свадьбе Чин забывает обручальные кольца и идет к своей машине, чтобы получить их, где он сталкивается с Габриэлем. Чин предлагает ему застрелить себя, пока есть шанс. Через несколько секунд Габриэль загадочно исчез. |            |                                          |                     |                                                                                            |                  |             |                     |